# Ilha Amaknak
 Coordenadas : orientação de longitude inválida, deve ser "E" ou "W"
A Ilha Amaknak ou Ilha Umaknakem alemão:  Amaxnax̂) é uma ilhota localizada na Baía de Unalaska, nordeste da Ilha Unalaska nas Ilhas Fox, um grupo das Ilhas Aleutas no sudoeste do Alasca. A área do porto holandês de Unalaska, Alasca se localiza em Amaknak. A área da ilha é de 8,5 km² e sua população é de 2524 habitantes (censo 2000). É a ilha mais populosa das Ilhas Aleutas.